# Casa a la plaça Catalunya, 6 (Viladamat)
La casa a la plaça Catalunya, 6 és un edifici dins del nucli urbà de la població de Viladamat (Alt Empordà), a la banda sud del terme, a tocar el nucli antic del poble, formant cantonada entre la plaça Catalunya i el carrer del Jardí del Rei. L'immoble, catalogat a l'Inventari del Patrimoni Arquitectònic de Catalunya, és cantoner i de planta rectangular, presenta la coberta de dues vessants de teula i està distribuït en planta baixa i dos pisos. La façana principal, orientada a la plaça, presenta les obertures ordenades simètricament. Presenta un portal d'accés rectangular emmarcat amb carreus de pedra i la llinda plana, tot i que ha estat empetitit posteriorment. Al seu costat hi ha una finestra bastida amb maons, que integra dos carreus als brancals. Té la llosana motllurada i està enreixada. Al primer pis hi ha dos balcons exempts, amb els finestrals rectangulars emmarcats en pedra. A la part superior presenten dos petits arcs de descàrrega fets de maons. Al mig dels dos balcons hi ha una finestra de maons actualment tapiada, que es repeteix a la planta superior. A la segona planta hi ha dues finestres d'arc molt rebaixat, bastides amb maons. La façana està rematada amb un ràfec dentat damunt del que hi ha la canalera de teula verda de la coberta. De la resta dels paraments, destaca la galeria d'arcs de mig punt a la façana posterior, la qual dona accés a la terrassa descoberta de la segona planta. La construcció, tot i que reformada, està bastida amb pedra sense treballar i maons, disposats irregularment. A les cantonades hi ha pedres desbastades.